# Acadèmia de Ciències Veterinàries de Catalunya
L'Acadèmia de Ciències Veterinàries de Catalunya (ACVC) és una acadèmia catalana que té com a finalitat de l'estudi i la investigació de les ciències veterinàries, estimulant el foment i desenvolupament a Catalunya i assessorant la Generalitat de Catalunya i altres organismes públics i privats en matèries pròpies dels seus respectius objectius. També s'encarrega de promoure l'establiment i desenvolupament de relacions científiques i culturals amb altres organismes afins, tant nacionals com estrangers. L'Acadèmia de Ciències Veterinàries de Catalunya està vinculada al Consell de Col·legis Veterinaris de Catalunya com a alt organisme professional. I forma part del Consell Interacadèmic de Catalunya.

## Història i antecedents
Entre els antecedents de l'Acadèmia de Ciències Veterinàries de Catalunya cal esmentar l'“Acadèmia Medico Veterinària Barcelonesa” creada a Barcelona el 1855. Posteriorment, el 1960, després de nombroses reunions es fusionaren el Seminari i el Col·legi de Veterinaris de Barcelona, i es forma l'“Acadèmia de Ciències Veterinàries de Barcelona”, amb Salvador Riera i Planagumà com a president, a qui seguiren Francesc Puchal i Mas (1971), Pere Costa Batllori (1974), Agustí Carol i Foix (1978), Josep Séculi Brillas (1980) i Miquel Luera Carbó (1986). Durant la Presidència del Dr. Luera, s'aprovà, finalment, el projecte de l'Acadèmia de Catalunya finalment materialitzant-se l'any 1990, amb la publicació del Decret 221/1990 de 3 de setembre, pel qual es creava l'Acadèmia de Ciències Veterinàries de Catalunya. Més endavant, amb la Resolució del 31 de juliol de 1991 es van inscriure en el Registre d'Acadèmies de la Generalitat de Catalunya els Estatuts de la nova entitat, segons els quals l'ACVC consta de 50 acadèmics: 42 veterinaris. 2 metges. 1 farmacèutic, 1 biòleg, 1 advocat, 1 enginyer agrònom i 2 opcionals. Els seus primers presidents foren Josep López Ros (1993) i Josep Llupià Mas (1996). Des de l'any 1996 I'ACVC ha continuat organitzant actes científics i conferències. L'ACVC té un conveni de col·laboració amb la Real Academia de Ciencias Veterinarias de España (RACVE). I ha celebrat conferències amb la resta d'Acadèmies de Ciències Veterinàries de l'Estat espanyol.